# Amazonsaurus
Amazonsaurus que significa "lagarto da Amazônia" é um gênero de dinossauro saurópode do Cretáceo Inferior que viveu onde é hoje o Brasil, América do Sul há aproximadamente 110 milhões de anos. Recebeu esse nome por ser o primeiro dinossauro descrito na área da Amazônia Legal. Teria sido um herbívoro quadrúpede de médio porte com um longo pescoço e uma cauda semelhante a um chicote, característica dos Diplodocidae. Embora os Diplodocidaes tenham sido alguns dos maiores animais que já existiram, o Amazonsaurus não passava de 10 metros de comprimento e 5 metros de altura, pesando muito pouco, cerca de 5,5 toneladas, o que teria sido uma vantagem para ele, permitindo que o dinossauro boiasse num ambiente alagado. Muitos paleontólogos consideram o Amazonsaurus como a menor espécie de saurópode já descoberta.

## Descoberta
Restos do dinossauro foram encontrados próximos a um rio na Formação Itapecuru (Bacia Parnaíba) que fica na região de Itapecuru-mirim, estado do Maranhão, Brasil. Estudos nesta região têm sido feitos há cerca de 40 anos pelo professor da UFRJ, Cândido Simões, que no ano de 1991 acabou por “tropeçar” numa vértebra do Amazonsaurus. Foram encontrados cerca de 100 fragmentos, a maioria de espinhos neurais, permitindo que os pesquisadores da UFRJ, Ismar de Souza Carvalho, Leonardo dos Santos Ávilla, e o argentino, Leonardo Salgado, identificassem a nova espécie como pertencente à superfamília de saurópodes chamada Diplodocoidea. O local do achado também continha outros fósseis, mas devido às condições ambientais, com chuvas repentinas e frequentes, alguns materiais foram perdidos, sendo identificado apenas alguns dentes fósseis de dinossauros carnívoros, porém não se sabe a qual espécie teriam pertencido.

## Descrição

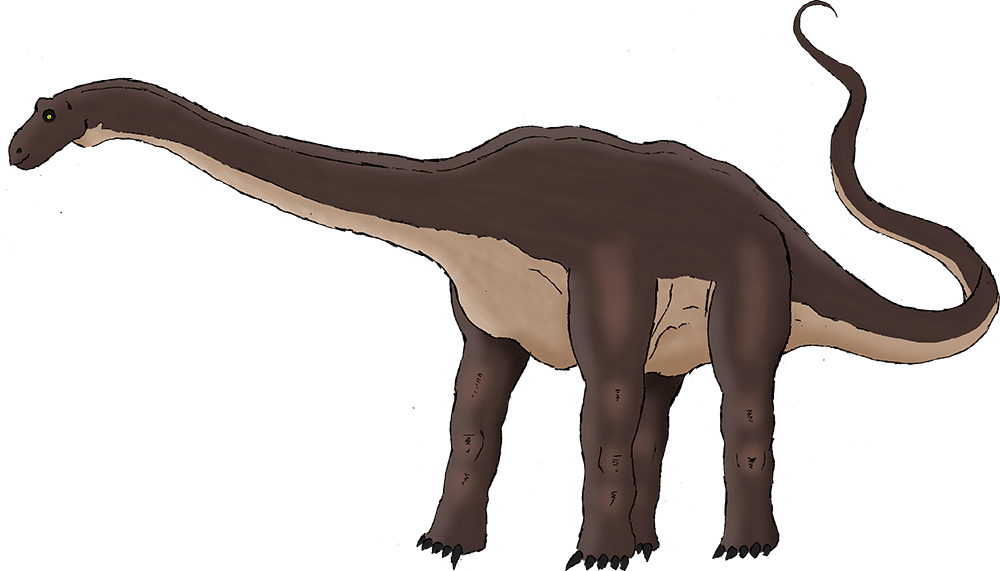
Representação artística de Amazonsaurus

O Amazonsaurus maranhensis foi o primeiro dinossauro identificado na chamada Amazônia Legal, no estado do Maranhão, Brasil. Até então, apenas um dente de dinossauro havia sido encontrado por acaso na região, durante escavações em busca de petróleo, além de ossos isolados. Ele era um típico saurópode herbívoro, tinha pescoço longo para alcançar as copas das árvores e uma cauda comprida que servia no equilíbrio e defesa do animal. O Amazonsaurus provavelmente não tinha mais de 12 metros de comprimento. Gregory S. Paul estimou em 2010 seu peso em 5.000 kg.
É o mais antigo saurópode identificado no território brasileiro, tendo vivido aproximadamente à 110 milhões de anos, entre as eras do Aptiano e o Albiano, épocas do início do período Cretáceo. O Amazonsaurus também é um dos menores saurópodes até então identificados no Brasil, o que ironiza o fato dele ser descendente de uma linhagem de dinossauros gigantes, incluindo o Diplodocus e Supersaurus, que mediam mais de 30 metros de comprimento e pesavam mais de 40 toneladas.

## Paleogeografia
O Brasil tem como principal referência de dinossauros saurópodes os titanossauros da família Titanosauria, então o registro de um Diplodocoidea é uma descoberta importante tanto para aumentar as variedades de espécies extintas de dinossauros no país, quanto para o destino dos Diplodocoideas, pois se acreditava que o grupo havia desaparecido no Jurássico, entretanto parece que esses animais migraram para mais ao sul do planeta, indo para o continente africano e dai para a América do Sul durante o Cretáceo. Existe certa relação entre o Amazonsaurus e outros diplodocoidea da África como o Rebbachisaurus, dinossauro do mesmo grupo que viveu a cerca de 99 milhões de anos, e cujos restos foram encontrados no Brasil também. Provavelmente existiu uma troca faunística intensa entre o continente Africano e o Brasil, sendo que no Cretáceo pode ter havido períodos em que a ligação ainda existiria, já que o Oceano Atlântico não estava totalmente formado. O Amazonsaurus provavelmente viveu durante estas transformações. Com a separação definitiva, os animais foram isolados, o continente de Gondwana se desfez e, com a movimentação das placas tectônicas, formaram-se várias bacias sedimentares brasileiras, como a Bacia Bauru, aproximando-se cada vez mais da realidade geográfica atual.

## Paleoambiente
No local da descoberta também foram encontrados restos de répteis, moluscos terrestres, pólen e peixes fósseis, indicando que a área habitada pelo Amazonsaurus era uma planície que constantemente alagava, com rios e córregos perenes e abundante fauna e flora. Os pesquisadores também especulam que o Amazonsaurus tinha a capacidade de boiar, devido ao seu peso menor, sendo uma característica vantajosa para ele se defender de predadores ou se locomover num ambiente como este.

## Popularização na mídia
O dinossauro Amazonsaurus aparece na obra de ficção-científica brasileira "Realidade Oculta".[carece de fontes?]